# Melodien-Quadrille
Die Melodien-Quadrille ist eine Quadrille von Johann Strauss (Sohn) (op. 112). Sie wurde am 16. Juli 1852 im  Wiener Volksgarten erstmals aufgeführt.

## Einzelnachweis
1. ↑  Quelle: Englische Version des Booklets (Seite 51) in der 52 CDs umfassenden Gesamtausgabe der Orchesterwerke von Johann Strauß (Sohn), Hrsg. Naxos (Label). Das Werk ist als dritter Titel auf der 17. CD zu hören.